# ليفربول موسم 1976–77
موسم 1976–77 هو الموسم الخامس والثمانين لنادي ليفربول لكرة القدم وموسمه الخامس عشر على التوالي في الدرجة الأولى. فاز ليفربول بلقب الدوري الإنجليزي الممتاز للمرة العاشرة بعد فوزه به للموسم الثاني على التوالي، لكنه خسر أمام مانشستر يونايتد في نهائي كأس الاتحاد الإنجليزي، حيث منعته الهزيمة من أن يصبح أول نادٍ إنجليزي يفوز بثلاثة ألقاب كبرى في نفس الموسم.
ومع ذلك، بعد أربعة أيام من هزيمتهم في نهائي كأس الاتحاد الإنجليزي، فاز النادي بكأس أوروبا للمرة الأولى، بفوزه على بوروسيا مونشنغلادباخ 3-1 في الملعب الأولمبي في روما. وبذلك أصبحوا النادي الإنجليزي الثاني والنادي البريطاني الثالث الذي يفوز بالكأس. 
لم يكن هذا الموسم هو النهائي فحسب، بل كانت المباراة الأخيرة لكيفن كيغان قبل انتقاله إلى هامبورج مقابل مبلغ انتقال قياسي بريطاني بلغ 500 ألف جنيه إسترليني.
كان أحد الانتقالات التي مرت دون أن يلاحظها أحد تقريبًا في الوقت الذي كان فيه ليفربول يتجه نحو الثلاثية، هو التعاقد مع آلان هانسن من بارتيك ثيسل مقابل 100 ألف جنيه إسترليني.